# Барденгау (графство)

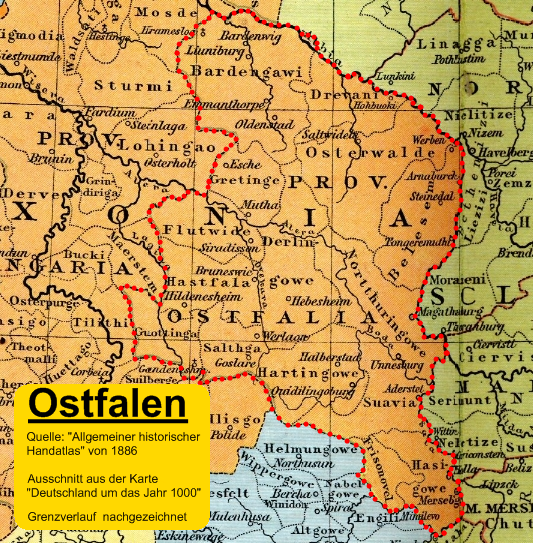
Остфалия в 1000 году

Барденгау — средневековое графство (гау) в Остфалии (герцогство Саксония). Главным городом графства был Бардовик; другие важные города — Люнебург и Олденстадт (сегодня Ильцен).
С X века городом владели члены семьи Биллунгов. Через их наследников, Вельфов, Барденгау в конечном итоге стал частью княжества Брауншвейг-Люнебург.
Владения Барденгау были ограничены Саксонским валом, землями полабов и древан, графствами Остервальд, Дерлингау, гау Гретинг, Логингау, Штурми, Мосде и Штормарн.